# Brauner
Brauner är en svensk adelssläkt som förut hette Bruun, Braun, och Brauner. Ätten har samma ursprung som ätterna Braunersköld och Braunerhielm.
Äldste kände stamfader är kyrkoherden i Madesjö pastorat av Kalmar stift, kontraktsprosten Nicolaus Brodderi Braun (1617-1692); Gabriel Anrep uppger att hans far hette Brodde och var rusthållare på Eskebäck i Fagerhults socken. Till första hustru hade Nicolaus Brodderi Braun Christina Walleria, en dotter till Lars Wallerius och Christina Ungia, en dotter till Johannes Petri Ungius. Andra äktenskapet ingicks med Elisabeth Alandria. Han fick tre söner i första äktenskapet vilka alla tre blev adlade, doktor Lars som adlades Braunersköld, doktor Nicolaus som adlades Braunerhielm, och Hans (eller Johan) som adlades Brauner.
Hans var hovbibliotekarie, kansliråd och  sedermera landshövding i Uppsala län, vilken adlades den 11 april 1715 med namnet Brauner av Karl XII och introducerades på nummer 1490, och upphöjdes till friherre år 1731. Ätten introducerades dock inte som friherrlig förrän år 1802 med Johan Brauners sonsöner, efter att de 1801 hade fått friherrebrevet på Gripsholms slott av konung Gustav IV Adolf.
Johan Brauners hustru hette Margareta Törne, och var dotter till Handelsborgmästaren i Stockholm Nils Hansson Törne och dennes hustru Brita Andersen, och var släkt med Hising och ärkebiskop Petrus Kenicius från Bureätten. Hennes helbror Carl adlades med namnet Törnstierna. Med henne fick Brauner dottern Sara Charlotta som gifte sig med den bekante Johan Ihre, Hedvig Maria som gifte sig med en friherre Bielke, och ätten fortlevde på svärdssidan med en yngre son, kammarrådet Johan Brauner, gift med Anna Brita von Kock från Håkanbols bruk, från vilka samtliga senare medlemmar av ätten härstammar.
Johan Gustaf, född 1757 var militär och avancerade till major före avsked 1813. Hans och hans bröder blev introducerade på Sveriges Riddarhus som friherrar, och fick 1801 sin farfaders friherrebrev.